# Keiichi Tsuruoka
Keiichi Tsuruoka (jap. 鶴岡 啓一, Tsuruoka Keiichi; * 18. Mai 1940 in Chiba, Präfektur Chiba) ist ein japanischer Politiker und war von Juli 2001 bis Mai 2009 Bürgermeister der Stadt Chiba. Am 22. April 2009 wurde er unter Korruptionsverdacht verhaftet.
Tsuruoka studierte Rechtswissenschaften an der Universität Tokio und wurde anschließend Beamter im Innenministerium. Von 1989 wurde er in die Behörde für Staatsland entsandt. Ab 1990 arbeitete er im Vorstand der Betreibergesellschaft der Tōkyō-wan-Aqua-Line, ab 1994 dann in der Stadtverwaltung von Chiba. Als Bürgermeister Asahi Matsui sich 2001 zurückzog, kandidierte Tsuruoka mit Unterstützung von LDP, Kōmeitō und Konservativer Partei für seine Nachfolge. Er siegte mit rund 36 % der abgegebenen Stimmen. 2005 wurde er für eine zweite Amtszeit wiedergewählt. Im Dezember 2008 kündigte er an, bei der Bürgermeisterwahl am 14. Juni 2009 nicht wieder zu kandidieren.
Im April 2009 wurde Tsuruoka im Rahmen von Korruptionsermittlungen der Polizei der Präfektur Tokio festgenommen. Das Bauunternehmen Azuma Kigyō mit Sitz in Kōtō soll ihm im Gegenzug für die bevorzugte Berücksichtigung bei der Vergabe eines Straßenbauauftrags 1 Million Yen (rund 8.000 Euro) gezahlt haben. Tsuruoka ist der erste verhaftete Bürgermeister einer japanischen Großstadt seit 1993, als der Bürgermeister von Sendai in einem Zenekon-Skandal angeklagt wurde. Am 1. Mai 2009 trat Tsuruoka vom Bürgermeisteramt zurück. Am 13. Mai 2009 wurde formell Anklage gegen ihn erhoben.